# Thermochoria equivocata
Thermochoria equivocata é uma espécie de libelinha da família Libellulidae.
Pode ser encontrada nos seguintes países: Benin, Camarões, República Democrática do Congo, Costa do Marfim, Guiné Equatorial, Gabão, Gana, Guiné, Libéria, Malawi, Moçambique, Nigéria, Serra Leoa, Uganda, Zâmbia e possivelmente em Tanzânia.
Os seus habitats naturais são: florestas subtropicais ou tropicais húmidas de baixa altitude.